# Preserje (Braslovče, Slovenija)
Preserje je naselje u slovenskoj Općini Braslovči. Preserje se nalazi u pokrajini Štajerskoj i statističkoj regiji Savinjskoj. 

## Stanovništvo
Prema popisu stanovništva iz 2002. godine naselje je imalo 113 stanovnika.